# Wilhelm Stäglich
Wilhelm Stäglich (* 11. November 1916 in Hamburg; † 5. April 2006 in Glücksburg) war im Zweiten Weltkrieg Offizier bei der Luftwaffe, später Richter am Finanzgericht Hamburg und zählte zu der Gruppe der Revisionisten, die den Holocaust leugnen.

## Leben

### Entlassung aus dem Staatsdienst 1974
Wegen Mitgliedschaft in der NPD und unablässiger Veröffentlichungen in rechtsextremistischen Zeitschriften wurde gegen den Hamburger Finanzrichter Stäglich 1974 ein Disziplinarverfahren eingeleitet, das mit einer vorzeitigen Versetzung in den Ruhestand bei Kürzung der Versorgungsbezüge für fünf Jahre endete.

### Publikation „Der Auschwitz-Mythos“ 1979
1979 erschien im Tübinger Grabert Verlag Stäglichs Buch Der Auschwitz-Mythos – Legende oder Wirklichkeit, in welchem er die Existenz von Gaskammern in den Konzentrations- und Vernichtungslagern der Nationalsozialisten bestritt und behauptete, dass alle Dokumente über den Holocaust Fälschungen seien.
Bereits 1980 wurde dieses Buch vom Landgericht Stuttgart bundesweit beschlagnahmt und 1982 durch eine Entscheidung der Bundesprüfstelle für jugendgefährdende Schriften in die Liste der jugendgefährdenden Schriften aufgenommen. Der Beschlagnahmebeschluss wurde 1983 vom Bundesgerichtshof bestätigt.

### Aberkennung der Doktorwürde 1983
Nach dem Urteil des Bundesgerichtshofes leitete die Universität Göttingen ein Verfahren gegen Stäglich ein, mit welchem ihm die Doktorwürde, die er dort 1951 erlangt hatte, aberkannt wurde.
Der Extremismusexperte Eckhard Jesse kritisierte diese Reaktion der Universität Göttingen auf die Publikation des Stäglich-Buches Auschwitz-Mythos. Dem Autor sei nach einem Gesetz von 1939 wegen Unwürdigkeit der Doktortitel aberkannt worden. Jesse: „Auch wer dessen Arbeit als antisemitisch ansieht – hier ist das Monitum angebracht –, muss aus zwei Gründen gegen diese Entscheidung Bedenken anmelden. Erstens ist Bevormundung des Bürgers, dem fehlendes Urteilsvermögen unterstellt wird, kein Beleg für Liberalität; zweitens sieht sich der Rechtsextremismus bestätigt, und Außenstehende könnten glauben, an den Thesen Stäglichs sei ‚doch etwas dran‘. Man hat den Eindruck, ein Exempel solle statuiert werden.“

### Politisches Engagement
Auf einer rechtsextremistischen Veranstaltung zum Gedenken an den im Februar 1997 verstorbenen Holocaustleugner Thies Christophersen trat Stäglich gemeinsam mit Jürgen Rieger als Referent auf.